# Ideopsis joannisi
Ideopsis joannisi är en fjärilsart som beskrevs av Abel Dufrane 1948. Ideopsis joannisi ingår i släktet Ideopsis och familjen praktfjärilar. Inga underarter finns listade i Catalogue of Life.